# Yvonne George
Yvonne George, nom de scène d'Yvonne Deknop, est une chanteuse et comédienne belge, née le 25 janvier 1895 à Uccle (Belgique) et morte le 22 avril 1930 à Gênes (Italie).

## Biographie
Née sous le nom d'Yvonne Deknop le 25 janvier 1895 dans la ville belge d'Uccle,, Yvonne George entame une carrière artistique pour le théâtre qui l'amène à se lier d'amitié avec Jean Cocteau. Son répertoire se compose de chansons anciennes à thèmes réalistes.
Paul Franck, directeur de l'Olympia à Paris, la découvre dans un cabaret de Bruxelles où Yvonne George se présente en 1922. Elle y chante notamment ses fameux Nous irons à Valparaiso et Good bye Farewell mais une partie du public, impressionnable et bien pensante, n'apprécie pas cette prestation. Yvonne George connaît néanmoins un succès rapide et polémique malgré les critiques qui lui reprochent son intellectualisme et son émancipation.
Dès lors, Yvonne George s'installe au rez-de-chaussée d'un immeuble cossu de Neuilly où la chanteuse reçoit de nombreuses personnalités artistes ou issues du monde des lettres.
En 1924, connue dans les milieux intellectuels parisiens comme une chanteuse de charme, Yvonne George fait l'objet d'un amour passionnel mais impossible avec le poète et écrivain français Robert Desnos. Celui-ci lui écrit de nombreux poèmes dont le célèbre J'ai tant rêvé de toi. Avec elle, il s'initie à l’opium. C’est aussi à cette époque que Desnos écrit La Liberté ou l’Amour, ouvrage qui sera condamné pour obscénité par le tribunal de la Seine.
Son style théâtral est une prémisse de la chanson réaliste française. Ayant très peu enregistré, on lui connaît un répertoire musical de quelque 200 chansons dont seulement 21 enregistrements. De ceux-là, 16 chansons ont été conservées. En conséquence, sa notoriété posthume auprès du grand public est faible. Pour autant, les thèmes de ses chansons et sa manière d'interpréter avec une voix brisée et troublée influenceront d'autres chanteuses diseuses comme la célèbre Barbara.
Yvonne George s'inscrit dans le courant d'émancipation des femmes de l'entre-deux-guerres.
Rongée par ses excès, elle est finalement atteinte de tuberculose. Après des traitements curatifs inefficaces, elle meurt dans une chambre d'hôtel près du port italien de Gênes, le 22 avril 1930 à l'âge de 35 ans. Le 26 avril, elle est incinérée au crématorium du Père-Lachaise puis ses cendres sont placées au columbarium à côté de celles de son père (case 7014). En 1936, les cendres sont déplacées dans une autre case qui, à l'échéance de la concession en 1971, est reprise par l'administration du cimetière et les cendres d'Yvonne George sont dispersées au jardin du souvenir.

## Postérité romanesque
Yvonne George est le modèle de Barbara, la principale figure féminine du roman Le vin est tiré de Robert Desnos.

## Discographie partielle
- J'ai pas su y faire (Cartoux - Costil - Yvain) - 1925
- C'est pour ça qu'on s'aime (Telly - Borel-Clerc) - 1925
- Le Petit Bossu (inconnu) - 1925
- Je te veux (Erik Satie) - 1925
- J'ai pas su y faire (deuxième version) - 1926
- You Know You Belong to Somebody Else - 1926
- Pars (Lenoir) - 1926
- Chanson de marin (Auric) - 1926
- Toute une histoire (Jeanson) - 1926
- La Mort du bossu - 1926
- Adieu chers camarades - 1926
- Ô Marseille (Wiener) - 1927
- Chanson de route (Wiener) - 1927
- C'est pour ça qu'on s'aime (deuxième version) - 1928
- Déjà (Lenoir - Aïvaz) - 1928
- Si je ne t'avais pas connu (Boyer - Boyer - Verdun) - 1928
- J'ai pas su y faire (troisième version) - 1928
- Le Bossu (deuxième version) - 1928
- Les Cloches de Nantes - 1928
- L'Autre (Lenoir) - 1928
- Valparaiso - 1932